# 花山薫
花山薫（はなやま かおる）は板垣恵介の漫画作品『グラップラー刃牙』シリーズに登場する架空の人物。『バキ外伝 -疵面 スカーフェイス-』、『バキ外伝 創面』(きずづら)では主人公を務める。

## プロフィール
- 年齢：15歳（幼年編）、19歳（最大トーナメント編）
- ファイトスタイル：素手喧嘩（ステゴロ）
- 身長：190.5cm（最大トーナメント編）、191cm（バキ外伝 -疵面 スカーフェイス- ）
- 体重：166kg（最大トーナメント編）

### 担当声優
- 中田雅之（テレビアニメ第1作）
- くまいもとこ（テレビアニメ第1作・少年時代）
- 江口拓也（テレビアニメ第2作）

## 人物
五代目藤木組系暴力団花山組二代目組長。初代組長であった父親の花山景三が抗争で早世したため、15歳にして花山組の二代目組長に就任した。非武装・非鍛錬の美学を持つ素手喧嘩（ステゴロ）の天才で、「日本一の喧嘩師」として全国のヤクザ・不良から畏敬の念を受けており、その戦い振りや生き様は時に一般人すら魅了する。本編の主人公である範馬刃牙とは死闘を経て以後、固い友情で結ばれた。
普段は白のスーツに鰐皮靴、縁なしの眼鏡を着用。主な特徴は外伝のサブタイトルにもある、顔に大きく走った斬り傷痕と、背中に彫られている釣鐘を背負った男の刺青。この絵柄は花山家の先祖の恩人であり、代々“漢（おとこ）の鑑”として言い伝えられている、名も無き博徒を描いた「侠客立ち（おとこだち）」と言われるものである。その刺青は縦横に背を切り刻む刀創で歪んでいるが、「斬られていない侠客立ちは侠客立ちではない」という自身の信念から、刺青が彫られた直後に自ら父の仇である抗争相手の組に単身で乗り込み殲滅させた際に、傷をつけさせたもの。
無口であまり喋らず、感情を表に出すことは少ない。さらには暴力団組長という肩書きや、顔の傷や鋭い目つきなどの風貌のために威圧的にも見られるが、素の花山は優しく、面倒見の良い性格。義侠心にも厚く、基本的に一般人には手を出さない。癌で寝たきりになった母親を見舞いに行くなど愛情深い面もある。幼年編においては、出会い頭に北沢を恫喝し、ユリーの前に突如現れて腕を破壊するなど、暴力的な振る舞いが強調されていたが、シリーズが進むにつれてこのような描写は減っていった。
作者の板垣は、格闘技をテーマとするにあたり避けては通れない題材である、「ヤクザによる理不尽な暴力」を象徴するキャラクターとして登場させたと語る。

### 趣味・嗜好
未成年だがバーボン・ウイスキーのワイルドターキーを愛飲し、パーラメントを頻繁に喫煙。運転しているシーンはないものの、キャデラックV8を所有していた。『バキ外伝 -疵面 スカーフェイス-』においては、ナッツとチョコのクッキーを好み、行きつけの大衆食堂では決まって旗付きのオムライスを注文し、メロンソーダを飲むなどの年相応らしい一面がある。組員曰く、放浪癖があるらしい。
しばしば藤木組組長の釣りにつきあうことがあり、劇中ではたも網を用意しないままに40センチメートル以上の大物の鯛を釣り上げている。プロの漁師にも「天性のもの」「ヤクザにしておくには惜しい」と言わしめた。
強くなるために体を鍛えることは否定しているが、スポーツ自体を嫌っている訳ではなく、年に一度の体育の日には「国が決めた日だ」と言い、皇居前で律儀にジョギングをする、通学する倉鷲高校では刺青を競泳用の水着で隠すことまでして水泳の授業を休まずに参加するといった一面もある。
また、『モンスターハンター3G』とのコラボ漫画である『バキ外伝 疵顔〜スカーフェイス〜 UltimateBlow4 仁剣 侠客立ち』では、例外的に自身がモデルとなった大剣、仁剣【侠客立ち】を振るうシーンが存在。ただし戦闘で武器として使用した訳ではなく、素手でゴキブリに触るのは不衛生だからという理由で使用している。

### キャラクターモデル
モデルは実在したヤクザ・花形敬。正確には本田靖春著のノンフィクション小説『疵』で書かれている花形敬がモデル。傷だらけの顔にピッタリと撫で付けたような髪型、縁なしの眼鏡とソフト帽に白のスーツといった外見も花形をモデルにしており、花形敬像に出来るだけ近づけようとして描いているという。
板垣曰く花山の目は「女性の目」。切れ長の瞳は、イラストレーターであるペーター佐藤の描く絵を参考にしている。

## ファイトスタイル
五百円硬貨を指でひん曲げ、重ねたトランプの一部だけを千切るほどの握力を誇る。しかし花山は特定の格闘技や武術の鍛錬を積んだ経験は無く、基本的には格闘の素人である。「強くなるために努力するのは女々しいこと」「強者として生まれても尚も鍛える行為は不正」と断じて非鍛錬の美学を貫き、策略や駆け引きを一切用いず、持って生まれた強靭な肉体と圧倒的なパワーのみで闘いに臨む。刃牙対ピクル戦では、技とはそもそも弱者が強者と渡り合うために作られたものであり、強者として生まれたものが技を使う資格はない、という持論を披露。この思想は範馬勇次郎にも共通しているが、武術や生物学に博識な勇次郎と違い、花山はそれらを探求することすら「卑怯」と断じて行わない。
また花山には、一切の防御行動（技をガードする、避けるなど）をとらない大きな特徴がある。それでもなお刃牙戦（幼年編）や愚地克巳戦（最大トーナメント編）などで相手の攻撃を真正面から耐え切り、さらに悠然と反撃に転じる驚異的なタフネスを見せ付けた。ただし、このノーガード状態はあくまで小手調べにすぎず、相手を確実に仕留める際には極端にアップライトに構えた独特のファイティングポーズをとる。この構えは一見ボディーががら空きという欠点があるが、実際は花山の圧倒的なタフネスと一撃必殺の破壊力を生む打撃力を最大限に生かした（花山に限っては）理想的なファイティングポーズである。
なお『バキ外伝 -疵面 スカーフェイス-』では、アクセルを目一杯踏み込んで走る車に追いつく凄まじい身体能力を見せている。
握撃（あくげき）
喧嘩師・花山薫の代名詞といえる絶技。相手の腕や足を両手で掴み、強大な握力によって筋肉を挟み込むように圧縮することで皮膚・血管・筋肉を破裂させる。技の特性上、仕掛けから完成までがほんの一瞬であり、さらに打撃より遥かに確実かつ致命的なダメージを相手に与えることが可能。また、これを利用して普通なら抜け出せない寝技、組技から相手にダメージを与えつつ脱出できる。
握撃のアイディアは板垣の友人の発案。「両方から挟むように握ったら破裂するんじゃないか?」という考えに実際にはありえないと思いながらも、漫画的には面白いと考え採用した。
ヤクザパンチ
円盤投げなどの投擲競技のフォームを連想させるような、異常に大きなテイクバックをとってのパンチ。「握力×体重×スピード＝破壊力」という（マスター國松に言わせれば全くデタラメな）方程式から、強力な一撃を生み出す。その威力は刃牙を数十m先まで殴り飛ばし、最大トーナメント編でも愚地克巳を防御ごと吹き飛ばした。勇次郎との再戦では、顔面への一撃で勇次郎に鼻血を出させ、勇次郎を感心させた。
アッパー
花山が繰り出す技の例に漏れず、非常に大振りなアッパーパンチ。破壊力も絶大であり、最大トーナメント編で対戦した稲城文之信は両腕ごと背骨を粉砕され、愚地克巳もダウンした状態から中空に跳ね上げられている。
ヤクザキック
体重を乗せて足裏を相手の顔面や腹部に叩き込む。広義における前蹴りだが、花山が放つそれは雑で力任せながら凄まじい力強さを誇る。観客の弁では「ホンモノのヤクザキック」。
胴廻し回転蹴り
166kgの花山の全体重が乗る飛び蹴り。愚地克巳戦の初撃で使用し周囲を驚かせた。
アイアンクロー
手のひらで相手の顔面を握りつけて締め上げるプロレス技。プロレスの試合でのみ使用できる技であり、実戦で使用した例は皆無と解説されているが、武蔵戦で使用し、頭蓋骨を破壊する威力があると認めさせた。

## 作中での活躍

### 『グラップラー刃牙』
幼年編
日本最強のケンカヤクザの名をほしいままにしていたところ、範馬刃牙の母である朱沢江珠の希望により、江珠の部下・栗谷川から刃牙との対決を依頼される。初めは相手にしなかったが、刃牙の父が範馬勇次郎だと知り、さらに刃牙を倒せば勇次郎が現れると告げられ興味を持った。しかし状況が変わり、刃牙との対決は花山よりもユリー・チャコフスキーを優先されたため、ヘヴィ級タイトルマッチ直前のユリーを襲撃し、腕を握撃で破壊した。その後、逆に刃牙に事務所に乗り込まれ挑発を受け激怒。高層ビルにあるゲームセンター（アニメ版ではライブハウス）で刃牙を襲撃した。互いに死力を尽くす激闘を繰り広げるが惜敗し、刃牙との間には友情が生まれるが、直後に勇次郎が乱入。満身創痍で勇次郎に挑むも返り討ちに遭い、両手、両足の骨を複雑骨折する重傷を負った。この出来事は花山にとって生まれて初めて覚えた恐怖で以後トラウマとなり、窮地に陥る度に記憶がよぎるようになる。回復後は勇次郎との決戦に臨む刃牙のためにユリーらと共にトレーニングに付き合い、戦いを見守る。
最大トーナメント編
全ての格闘家に喧嘩を売るため、地下闘技場の最大トーナメントに参加。幼年編以降、幾度も抗争を行なったようで疵や弾痕が増え、体格も一際大きくなっている。Bブロック第1回戦で稲城文之信に前歯を叩き折られるが、意に介さず圧倒的破壊力で勝利。第2回戦で愚地克巳を一方的に叩きのめすが、倒れている相手には手を出さないという美学に囚われ最後は克巳のマッハ突きを背中に受けて敗れる。その後、控え室でアレクサンダー・ガーレンと一悶着を起こすが、ガーレンに軽くあしらわれた柴千春に気を取られた一瞬の隙をつかれフロントスープレックスをくらい倒される。(お互いが万全の状態なら花山が圧勝してるが、この時の花山は克巳戦のダメージが残っていて、ガーレンだけがベストコンディションだった。)

### 『バキ』
最凶死刑囚編
刃牙、愚地独歩、渋川剛気、烈海王と共に地下闘技場の代表の一人として死刑囚との戦いに参加。最大トーナメントでの成績は5人の中で最も劣るが、極道という身分からノールールマッチに対する適性を買われての選出であり、対決した死刑囚の一人、スペックも5人の中で一番自分たちに近いと認めている。公園で梢江とデート中だった刃牙に襲撃を仕掛けてきたスペックを逆に捕らえ対決。銃弾を口に押し込まれたうえで、爆破され頬が破れる、ピストルで膝を打ち抜かれる、耳(外耳道)を中指で貫かれるなど重傷を負うが、それでも倒れることなくスペックの喉を握り潰して勝利する。その後に登場した際は、破れた頬のケガを隠すために覆面をしていた。一度スペックを倒して警察署に引き渡した後スペックが脱走し、再戦の末スペックを再度警察署に引きずってきた際（上記の重症もこのときのもの）には、ヤクザの身分であるにもかかわらず「超VIP」待遇の治療を打診され、治療は断ったものの警察が用意した送迎用の車で帰っていった。

### 『範馬刃牙』
野人戦争編
花山はピクルが水商売店の前で複数名の神心会空手の道場生に絡まれている時に彼と邂逅し、交戦。力において互角の勝負を見せる。ピクルは自分よりも小さな身体しか持たない花山がかつての彼の好敵手達である恐竜と同等の力を有しているとして、待ち侘びていた己の全てをぶつけられる実力者との出会いに喜ぶも、実は花山の目的は刃牙が来るまでの足止めであり、刃牙が到着したことによって勝負は中断した。この時、ピクルと接したことで彼が自分が持つような「義理や人情といった、現代社会の人間が抱えるものを持っていない」と看破し、刃牙に「何もわからねえ小僧も同じ」と言い、戦い自体が妥当でないと否定的な見解を示した。この言は刃牙にとっても大いに当てはまるものであり、刃牙はかつての夜叉猿の悲劇を思い出してピクルと戦おうと考えた己を恥じるに至った。しかし、ピクルを前にした刃牙が闘争心を抑えられなくなって戦いを仕掛け、ピクルがこれを快諾したこともあって、これ以降は両者の戦いに水を差す真似はしなくなった。この時点では頬の傷は傷跡が残るもののほぼ完治しており、一緒に吹き飛んだはずの口元の傷部分（幼年編の勇次郎戦で受けた切り傷）も再生している。
地上最強の親子喧嘩編
刃牙の力を確認するため、柴千春に指示を出して喧嘩を売りに行かせる。その後、刃牙との喧嘩を終えた千春から「蜚蠊ダッシュ」の話を聞き、加速の勢いを乗せた眼球で指を潰されたという報告を受ける。最初は「柔らかい眼球で指を潰せるわけがない」と疑っていたが「新幹線並みのスピードが出ていれば指を潰せるのでは」という千春の意見を聞き、納得した模様。
また、刃牙と勇次郎の親子喧嘩発生時は柴千春とバーからテレビ放送を通じて勃発を知り、親子喧嘩の場所まで赴く。千春に何度も「もうちょっと近くで見ますか？」と問われるが「いや、ここでいい」と返しながらも、結局最終的には最前列まで移動して親子喧嘩を見守った。

### 『刃牙道』
親子喧嘩を見てからの1年もの間、他の暴力団の刺客に狙われるなど物騒な目に遭いながらも、衝動的に起こる欠伸と退屈さに辟易していた。千春との酒席でもつい欠伸をしてしまい「自分が退屈させてるなら消えちまいましょうか」と愚痴をこぼされ、千春が理由では無いと詫びを入れつつ酒を奢っている。
退屈さの原因は刃牙と勇次郎の親子喧嘩という人類のレベルを超えた戦いを目の当たりにしたことだとわかっており、退屈さを打ち消すためにかつてトラウマともいえる敗れ方をした範馬勇次郎と対決を希望する。勇次郎との対決は花山が先に攻撃するというハンデで始まった一撃で、全力の拳により鼻血を出させて勇次郎を満足させるが、それ以外の攻撃はすべて当たらず「細胞が怖気づいている」という勇次郎の挑発に乗せられた渾身の一撃にカウンターを合わせられ吹き飛ばされる。結果的に一撃で敗れてしまったが、満足したのか気絶した顔には笑みが浮かんでおり、花山と同じく退屈でやりきれない日々を過ごしてきた刃牙は、吹き飛ばされた先にあったコンビニの防犯カメラの映像に写っていた花山の笑顔を見ると幸せ者だと言った。
その後、クローン技術で現代に甦った宮本武蔵を捕縛するために向かった警官・機動隊・特殊部隊STATが全く対抗できずに斬り捨てられてしまう事態が発生。警察側に死者多数の甚大な被害が出るものの、大事にせずに粛々と終わらせたいという国家側の意向により、花山薫に白羽の矢が立てられる。警視総監の内海旬三が花山の元を訪ねて武蔵討伐を願い出るが、ヤクザと敵対する警察側の頼みということで当初は否定的だった。しかし内海の古い付き合いの部下を殺された仇討ちを求める涙ながらの訴えに心を動かし、土下座までしようとした内海に「警察のトップがヤクザ相手にそれだけはしちゃならねえ」と依頼を受諾、さらには烈海王も宮本武蔵に斬殺されていたことなどを知り、武蔵と闘うことを決意する。なお、花山は宮本武蔵については「時代劇のサムライ」程度の知識しか持ち合わせていなかったが、それ以上の情報を訊くことは、自分の身を鍛えることと同様の卑しい行為であると考え、拒否している。
新宿に宮本武蔵がいるとの情報を得た花山は歌舞伎町に赴き、多数の警官に見届けられながら武蔵と対峙した。武蔵の背後に底なしの闇のイメージを見たものの、躊躇することなく一撃を繰り出し闘いが始まる。武蔵も花山に興味を持ち「力比べ」に応じるなど遊びを行うも、自分をも上回る花山の圧倒的なパワーとタフネスに驚き、本気の勝負を仕掛けてくる。帯刀した武蔵を相手に花山は最後まで自分のスタイルを貫くも、鉄の兜や鎧を割る威力の斬撃を合計10回浴び、最後には座ったまま力尽きた。花山は力及ばなかったことを内海に詫びるが、内海は「十分すぎるほど約束は果たされています」と逆に平伏し花山に感謝する。取り囲んでいた警官により迅速に搬送された花山は、鎬紅葉による1000針を超える縫合とバスタブ一杯分ともなる輸血により一命は取り留めた。

### 『バキ道』
一命を取り留めた後は再び元の生活に戻っているが、武蔵により斬られた左眼は瞳が薄くなっている。徳川から力士との対決をしないかと提案され、それを承諾。力士と対決することを知った千春からなぜ戦うのか聞かれると、「気紛れ」と返答した。
地下闘技場戦士VS日本大相撲協会との闘いでは、三陣として前頭筆頭・鯱鉾と対戦。開始早々に渾身の一撃を食らわせ鯱鉾をダウンさせるが、何故か止めを刺さず静観。反撃の連続を自慢のタフネスで受け切り、受ける覚悟を決めた鯱鉾を渾身の左とアッパーで撃沈、勝利した。かねてより花山の噂を聞いていた金竜山は「仮にこの才能が大相撲に活かされていたなら、一体どれほどの『力士』に成り遂げていたことか」と惜しむ。

### 『バキ外伝』
バキ外伝-創面-
花山の学生時代を描いた『バキ外伝-創面-』ではヤクザでありながら高校に通う者として問題を起こさないように務めているが、周囲が放っておくわけがなく、色々と問題を起こしている。学生服は校則に倣いごく普通の学生服を着用しているが、その巨体のために10人分の布地を使った特注品であり、強面の顔も相まって逆に威圧感を醸し出している。通学は徒歩であり、通学路は不良が皆無なのはもちろん、暴走族も花山を見た途端バイクのエンジンを切って押して通る他、たまに訪れる不良御用達のラーメン屋も、花山が来店した途端静まり返る。勉学は苦手であり、国立大学を卒業していた木崎に頼んで勉学を教えてもらっている。ただ、成績の悪い通信簿を見せるのを嫌がり、旅に出ようとした。しかし、勉学の成績は悪くとも、困っている生徒や市民の助けになろうとするなど、一般社会や学校に率先して溶け込もうとする姿勢は教師から高い評価を受けており、それを見た木崎は「ご立派です」と涙を流して喜んだ。基本的に非武装で学校に通学しているが、学生服の内側に大量の武器を自分ではなく相手に使わせるためだけに隠して持ってきている。
バキ外伝 疵面-スカーフェイス-
『バキ外伝 疵面-スカーフェイス-』では秘密結社「N・O・N」との抗争の際は、首魁のG.M（ナットー・L・ネルーニョ）の目的のために付け狙われる。戦いはするが一般人が多い街中ゆえに実力を出し切れず、彼の部下より狙撃を受けて瀕死の状態に陥った。彼を慕う登倉竜士（レックス）や柴千春、徳川の要請で治療を担当した鎬紅葉などの助力により一命は取り留め、病み上がりの体でG.Mを追い決戦に挑む。飛行場でのレックスとG.Mの闘いを見守るその隙を突かれ、G.Mの配下であるマスター国松に猛毒の吹き矢を左手に受けてしまうが、自らの手に握撃を使用し、皮膚や血管ごと毒を排除。その後車に逃げ込んだ国松を車ごと海に押し込んだ。なおG.Mとの戦いはレックスが勝利し、花山は手を下さずに終わった。